# 津田三蔵
津田 三蔵（つだ さんぞう、安政元年12月29日（1855年2月15日） - 1891年（明治24年）9月30日）は、明治期の日本の凶徒、陸軍軍人、警察官。大津事件の際にロシア皇太子ニコライ(ニコライ2世)を切り付けた人物として知られる。

## 生涯

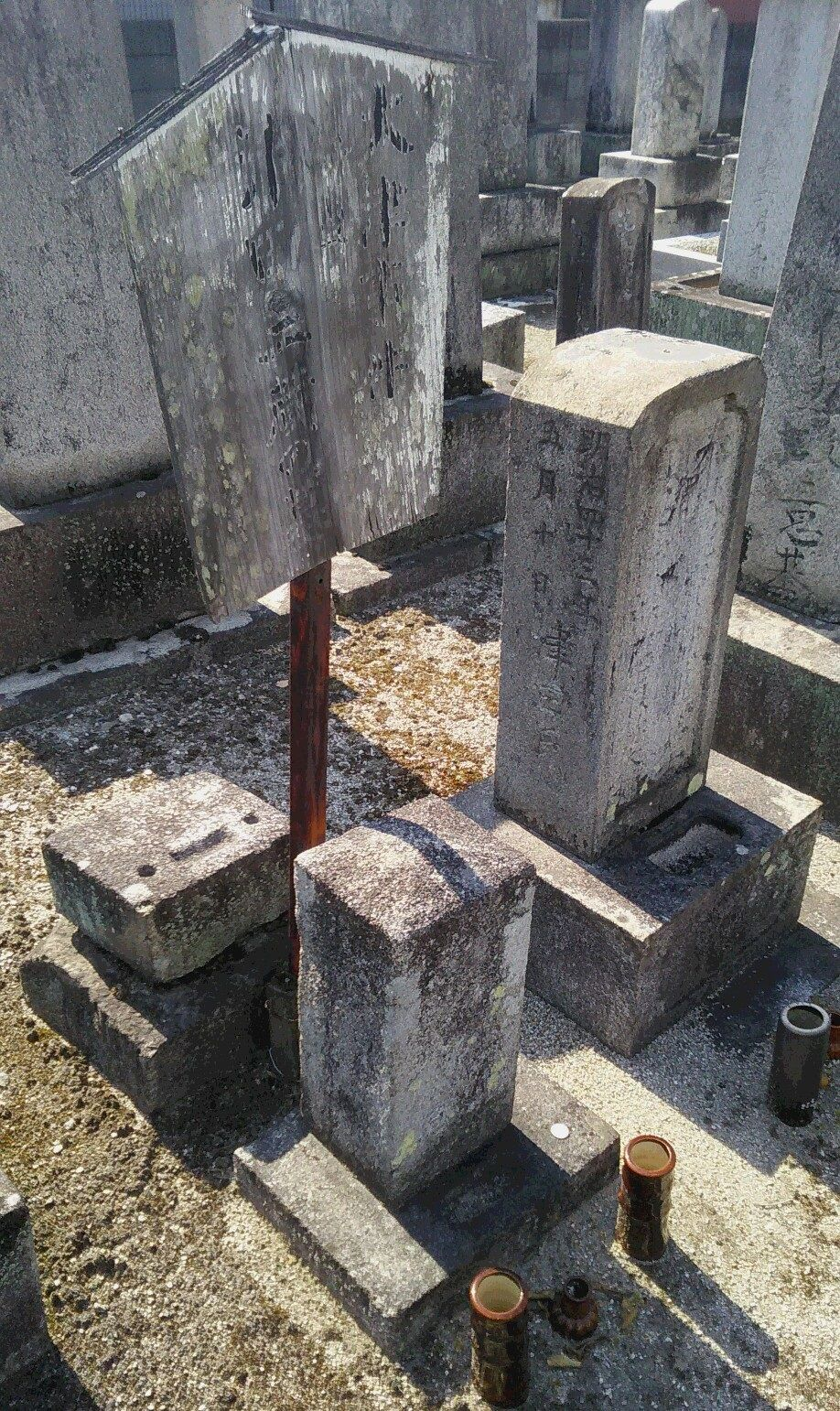
大超寺にある津田三蔵の墓

津田氏は、伊勢国 津藩（藤堂家、32万石）に藩医として仕えた家柄で、家禄は130石であった。父は津田長庵、母はきの。三蔵は次男で、兄の養順は家出をして行方不明、弟の千代吉は憲兵を経て三吉電気工場の職工となる。妹が一人おり、町田義純へと嫁いだ。津田家は江戸下谷柳原（現在の東京都台東区）に居住していたが、三蔵が7～8歳の頃（文久年間）に長庵が刃傷沙汰を起こし、減封処分の上で伊賀上野へ転居、長庵は生涯蟄居の身となった。
明治3年（1870年）に上京、東京鎮台に入営。明治5年（1872年）3月、陸軍名古屋鎮台に転じた。翌1873年（明治6年）3月、越前護法大一揆鎮圧のため乃木希典少佐の部下として出動した。7月、金沢分営に転属。
1877年（明治10年）の西南戦争勃発時は金沢歩兵第7連隊第1大隊附の伍長であった。3月11日、第7連隊は高島鞆之助率いる別働第一旅団に編入され、3月20日、西郷軍の背面である日奈久（現在の熊本県八代市）に上陸するが、同月26日、左手に銃創を負い熊本の八代繃帯所に入院。長崎に移され、5月20日に退院後は鹿児島県の本隊に復帰。6月1日より歩兵第1連隊第1大隊長古川氏潔少佐附書記となり、鹿児島県と宮崎県を転戦。その間に軍曹へ昇進した。10月22日、金沢に帰還。
戦後の1878年（明治11年）、戦闘での疲れからか病に度々陥り入退院を繰り返していたが、その最中の10月9日、功績が認められ勲七等を授与された。1882年（明治15年）1月9日に陸軍を退役し、同年3月15日、三重県警巡査となり松阪署に勤務した。1885年（明治18年）、不和となっていた同僚に親睦会で暴力をふるい免職となる。12月、滋賀県警に採用される。滋賀県警における勤務は勤勉で、功労褒章を2度受賞している。私生活では、岡本瀬兵衛の娘・亀雄と結婚し、長男元尚、長女みつの二児を得た。
1891年（明治24年）、来日中のロシア皇太子ニコライが滋賀を経由するため、守山警察署より応援に派遣される巡査の一人に抜擢される。5月11日、皇太子ニコライの通る沿道警備の現場において、皇太子をサーベルで斬りつけ、負傷させた（大津事件）。
犯行の動機を裏付ける供述は得られておらず諸説ある。ロシアとの間で結ばれていた不平等条約に不満を持っていたからとも、ニコライ一行が日本人車夫をひざまずかせて説明させていたことに憤りを感じた、西南戦争の記念碑に素通りした、西郷隆盛がニコライと共に帰国し、明治天皇が西南戦争の功労者に授与した勲章を剥奪するという伝聞を信じていたも言われ、「一本（一太刀）献上したまで」という意味の供述をしたため、斬りつけはしたが、衝動的な犯行で殺意はなかったとも言われる。津田には精神病歴があった。
しかし、横光利一は、京都から大津に向かう中、ロシア側の随員がニコライ皇太子に、琵琶湖周辺の風景の美しさを賞めた際に、太子がロシア語で「いづれここも自分のものになる」といったのを、ロシア語の学者でもあった津田が激高したためとしている（横光利一の「橋を渡る火」より）。また横光利一は、津田は地元の大津人からはとても尊敬されており、当時の津田を調べた裁判官の児島惟謙の日記を見ても、津田に同情的な記載があり、人の想像より人格者で憂国の士であったため、死刑にはならなかったと記載している。ニコライ皇太子の発言がこのようなものだったとしても、公には出来るはずもなく、またこれを理由に処罰をしなかった場合、当時弱国に過ぎない日本がロシアを畏怖し処罰せざるを得なかったことは想像できる。実際当時の帝政ロシアは陸軍国としては世界一であった（横光利一の「橋を渡る火」より）。
事件後、津田は巡査を免職されると同時、先述の勲七等も5月16日付で褫奪された（褫奪の告示は事件から6日後の号外、7日後の通常号の2回行われている）。そして5月27日に無期徒刑の判決を受け、7月2日、北海道の標茶町にあった釧路集治監に移送・収監されたが、身体衰弱につき、通常の労役ではなく藁工に従事していた。同年9月29日に急性肺炎を発病し、翌30日未明に獄死した。遺骨は遺族らに引き取られることもなく、集治監の墓地に埋葬された。墓所は伊賀市の大超寺にある。
児島惟謙に阻止されたものの、外国皇族を傷つけた犯人として政府内に死刑にすべきという意見があった津田が収監直後に獄死しただけに、他殺や自殺強要、自殺を疑う声もあった。1972年（昭和47年）、網走刑務所長であった佐々木満が関心を抱いて北海道内各地の刑務所へ資料の有無を尋ねたところ、旭川刑務所に標茶分監医務所長の詳細な日誌が引き継がれていたことが発見された。津田は、取り押さえられた際に受けた傷は癒えたものの疲労と頭痛を訴えて9月上旬から食欲が減退し、牛乳や葛湯、菓子、馬鈴薯、梨、コンデンスミルクなどを与えて体力を回復させようとするも努力空しく、9月29日午前零時30分に息を引き取った。日誌の分析結果は『網走地方史研究』第7号（1974年）に「大津事件津田三蔵の死の周辺」として掲載された。